# Parco nazionale di Khao Yai
Il Parco nazionale di Khao Yai ((TH)  อุทยานแห่งชาติเขาใหญ่) è un parco nazionale thailandese. Fu uno dei primi parchi nazionali dello Stato, inaugurato il 18 settembre 1962. Il principale fondatore fu Boonsong Lekakul, uno dei conservazionisti più famosi della Thailandia.
Nel 1984 il parco venne incluso tra i parchi protetti dall'ASEAN, mentre il 14 luglio 2005, insieme con altri parchi situati sui monti Dong Phayayen, venne inserito dall'UNESCO tra i Patrimoni dell'umanità.

## Territorio

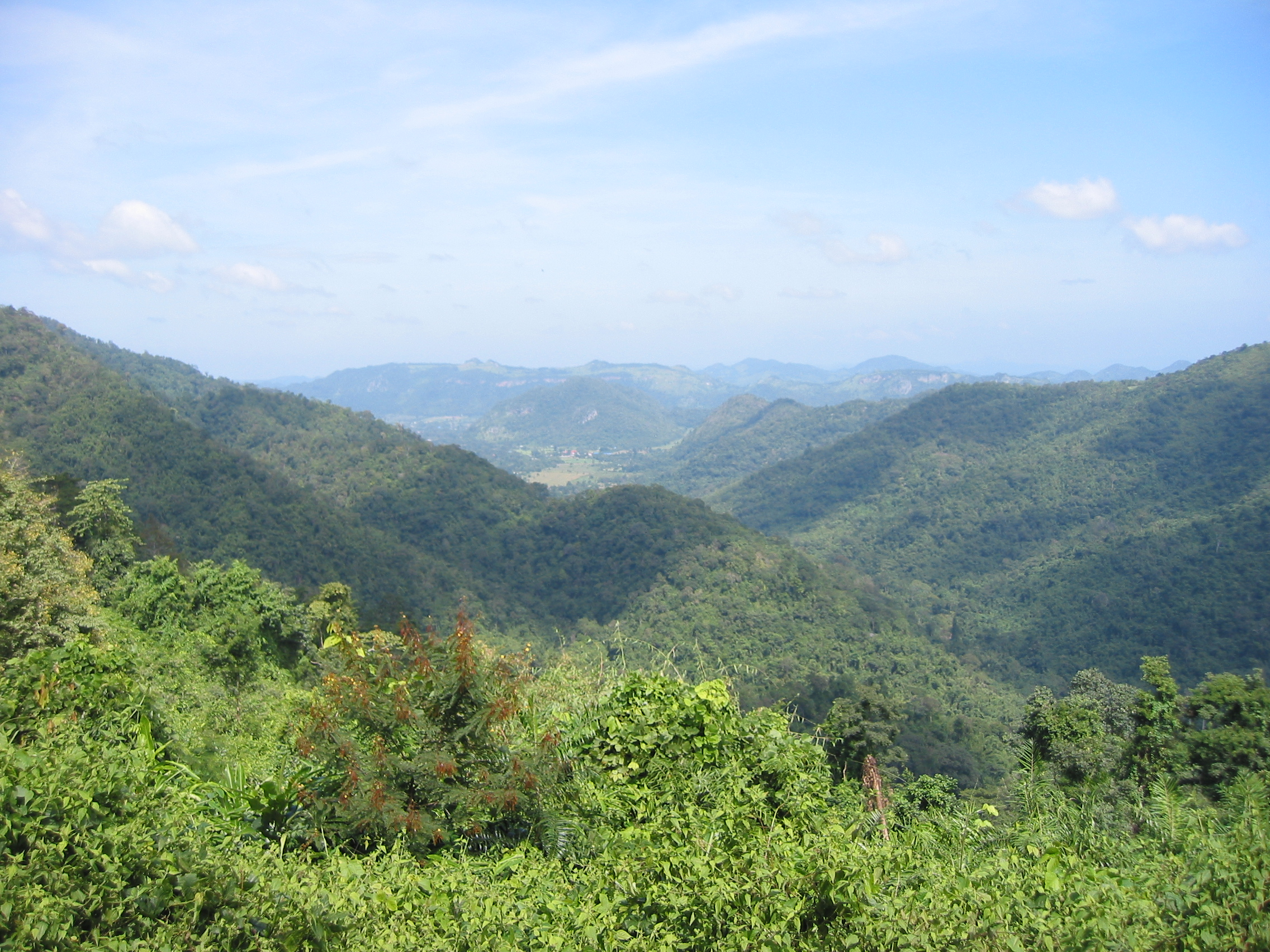

Il parco si estende sulle pendici di una serie di montagne che si elevano dai circa 800 metri del Monte Khao Kaew ai circa 1 350 metri del Monte Khao Rom, il più alto dell'area, e che si trovano in parte nella provincia di Nakhon Ratchasima (Khorat) nell'Isan, e parte nelle province di Saraburi, Prachinburi e Nakhon Nayok. Nel territorio del parco si trovano, inoltre, le sorgenti di cinque fra fiumi e ruscelli: il fiume Prachin Buri; il Nakhon Nayok, affluente del Bangpakong che sfocia nel Golfo di Thailandia; il Lam Ta Kong; il Praplerng, affluente del Mun che a sua volta confluisce nel Mekong; il torrente Muag Lek, affluente del Pa Sak nel distretto di Muag Lek.
È il terzo parco della Thailandia per estensione, e copre un'area di 2165 chilometri quadri. La sua altitudine varia dai 400 ai 1000 m s.l.m. Vi sono diverse cascate, tra cui quella di Heo Narok alta 80 metri.
Le zone adiacenti al parco hanno subito un rapido sviluppo con la costruzione di hotel di lusso e campi da golf. Alcuni di questi complessi limitano il movimento di migrazione degli animali, e riducono la possibilità futura d'ampliamento del parco.

## Flora
Il parco è caratterizzato in ogni sua parte dalla presenza di due tipi di vegetazione; si alternano infatti la giungla, o foresta tropicale decidua, e la prateria. Sono presenti diverse specie vegetali endemiche.

## Fauna
L'area protetta ospita circa 300 specie di uccelli, 70 specie di mammiferi e 74 specie tra rettili e anfibi.

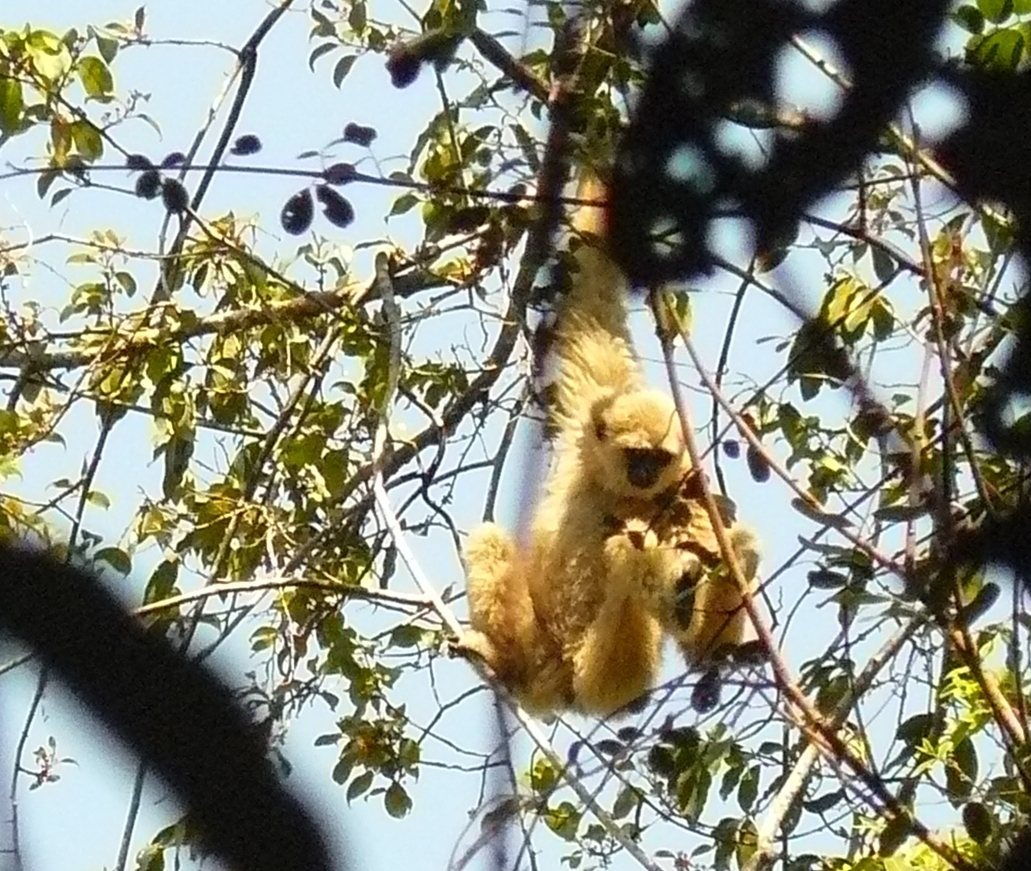
Gibbone dalle mani bianche (Hylobates lar)

Tra primati vanno segnalati il gibbone dalle mani bianche (Hylobates lar), il gibbone dal berretto (Hylobates pileatus), il macaco nemestrino (Macaca leonina) e il lori lento del Bengala (Nycticebus bengalensis). Altri mammiferi presenti sono l'elefante asiatico (Elephas maximus), l'orso tibetano (Ursus thibetanus), l'orso malese (Helarctos malayanus), il gaur (Bos gaurus), il sambar (Rusa unicolor), il muntjak (Muntiacus muntjak), il cuon (Cuon alpinus). Ricco il contingente dei felini che annovera la tigre (Panthera tigris), il leopardo nebuloso (Neofelis nebulosa), il gatto di Temminck (Catopuma temminckii), il gatto viverrino (Prionailurus viverrinus), il gatto leopardo (Prionailurus bengalensis) e il gatto marmorizzato (Pardofelis marmorata).

## Turismo
Il parco è meta di turisti provenienti da Bangkok e che affrontano viaggi di oltre 50 km di terreni accidentati. Quasi diecimila persone vistano in media il parco ogni settimana. Il costo del biglietto d'ingresso è ridotto per i cittadini thailandesi.